# Villaverde
Villaverde - jest jednym z 21 dystryktów wchodzących w skład Madrytu, położonym w południowej części miasta. 31 lipca 1954 r. włączony do Madrytu, wcześniej Villaverde funkcjonowało jako odrębna gmina. 

## Podział administracyjny
Villaverde dzieli się administracyjnie na 5 dzielnic:
- San Andrés
- San Cristóbal
- Butarque
- Los Rosales
- Los Ángeles